# Frolinat
El Frolinat, Front d'alliberament nacional del Txad (Front de Liberation National du Tchad) es va fundar en el Congrés de Nyala (Sudan) del 19 al 22 de juny de 1966 per la fusió del grup esquerrà Unió Nacional Txadiana (UNT) dirigit per Ibrahim Abatcha, i la Unió general dels Fills del Txad (UGFT), dirigit per Ahmed Hassan Musa, proper dels "germans musulmans" i islamista (aquest grup va conservar l'autonomia dins el nou front amb el nom de Front d'alliberament del Txad). La bandera del front va ser aprovada en aquest mateix congrés. Amb forces d'ambdós grups es va crear el primer exèrcit del Frolinat que va començar a actuar al cap de poc al centre-est, i el març de 1968 es va crear el segon exèrcit del Frolinat, actuant en el territori conegut per BET (Borku-Ennedi-Tibesti). El febrer de 1967 la revolta s'estenia per les prefectures de Ouaddai (Waddai) i Salamat on el prefecte i el seu adjunt van ser assassinats.

Bandera del Frolinat 1966-1993

El febrer del 1968 Ibrahim Abatcha va morir en combat i van sorgir diferències per la successió. Dos candidats foren assassinats. Els partidaris del tercer candidat Abba Sidick, un intel·lectual i ex ministre d'esquerra moderada, es van instal·lar a Alger i Trípoli; els de Ahmed Hasan Musa ho van fer a Khartum. L'agost de 1968 elements tubus de la Guàrdia Nacional Nòmada es van amotinar i es van passar al Frolinat i el 1969 el govern només controlava les ciutats de Faya (Faya Largeau), Fada, Bardaï i Ounianga Kébir. El 1970 Sidick fou escollit secretari general del grup que conservava les sigles, però del que de fet ja s'havia separat el Front d'alliberament del Txad (FLT) i va fer una crida a la unió dels diferents grups, però va trobar l'oposició de Goukouni Oueddei, fill de cap tribal ("derde" del tubu) Oueddei Kichidemi i del cap militar Hissein Habré, que dirigia el segon exèrcit del Frolinat que el febrer de 1972 va passar a dir-se Forces Armades del Nord (FAN). El primer exèrcit es va mantenir lleial a Sidick actuant a l'est i al centre-est del Txad. El juny de 1970 Muhammad el Baglani va crear l'exèrcit Volcà, una escissió del Frolinat de tendència islamista.
El 1969 el president txadià Tombalbaye havia reclamat la intervenció francesa. Una missió francesa va arribar al país amb autoritat per reorganitzar l'exèrcit i el servei civil i va recomanar l'abolició d'algunes taxes i lleis impopulars. També sota la seva recomanació es van restablir als soldanats tradicionals les funcions judicials que havien perdut. A partir de 1971 Tombalbaye va començar a alliberar presos politics i va formar un govern amb forta presència de gent del nord. Això va deixar la rebel·lió reduïda al Tibesti i els francesos van començar a retirar les tropes que havien estat decisives a la lluita els dos darrers anys. Creient que havia guanyat, Tombalbaye va aturar les reformes a l'estiu de 1971 i va acusar alguns dels presos alliberats d'intentar un cop d'estat amb suport de Líbia. Aquestes acusacions van provocar un reconeixement oficial de Líbia al Frolinat de Sidick, que va obtenir diners i una base a territori libi. Els libis van començar ocupar llavors l'anomenada franja d'Aozou.
Les manifestacions d'estudiants del novembre de 1971 i les reaccions militars van provocar la destitució del cap de l'estat major txadià, General Jacques Doumro; el seu lloc el va ocupar el coronel Felix Malloum. El 1972 Tombalbaye va fer empresonar centenars d'oponents polítics i per obstaculitzar als seus enemics va iniciar una política de gestos cap a Líbia i contra França. Líbia va reduir el seu suport a Sidick i les lluites van esclatar entre el primer exèrcit i el de Hissein Habré, ara anomenat FAN. El primer va guanyar i va prendre el control d'Ennedi, i alhora les FAN es retiraren cap al Borku i Tibesti. L'afer del segrest a Bardaï d'uns arqueòlegs francesos (affaire Claustre) per part de Habré, va enterbolir les relacions d'aquest amb França (abril de 1974)
Tombalbaye, el juny de 1973, va fer empresonar al seu cap d'estat major Malloum. Un opositor polític, el liberal Outel Bono, que estava a punt de formar un nou partit polític, va ser assassinat a París i se'n va acusar el president txadià. Tot això va fer perdre suport al president dins del seu propi partit, el PPT, que Tombalbaye va substituir per un de nou: el Moviment nacional per la revolució cultural i social (MNRCS) i va llançar una campanya d'africanització. Algunes ciutats van canviar el seu nom colonial per noms autòctons: Fort Lamy va passar a dir-se N'Djamena, i Fort Archambault va ser rebatejada Sarh, entre d'altres. Ell mateix va canviar el nom de Francois pel de Ngarta. El seu suport a ritus propis dels Sara del sud (la seva ètnia) que es van fer obligatoris per obtenir llocs a l'administració i l'exèrcit, i que varen ser considerats anticristians, i la mobilització oficialment voluntària i a la pràctica forçosa en campanyes agrícoles, va treure-li una part del suport al sud del país. També va perdre el suport de l'exèrcit i en un motí de joves oficials després de l'arrest de molts oficials acusats de preparar un cop, el president va ser assassinat el 13 d'abril de 1975. L'ex cap de l'estat major, general Malloum, va ser posat al front d'un Consell Suprem Militar (CSM) i es va formar un govern amb gent del nord, est i sud, però amb majoria d'aquestos últims. El nou govern va prendre algunes mesures populars però al cap d'uns mesos es va veure que no podia satisfer les esperances del poble. Els estudiants es van tornar a agitar. La Unió Nacional de Treballadors del Txad (UNTT) va haver de ser suspesa per evitar vagues. L'abril de 1976 Malloum fou objecte d'un atemptat del qual va sortir il·lès. El març de 1977 es va produir un motí a algunes unitats de l'exèrcit a N'Djamena que va ser castigat amb l'execució dels seus líders.
Des de la mort de Tombalbaye el Frolinat havia continuat el seu desmembrament. El grup de l'est (FLT) va entrar al nou govern de N'Djadema el juliol. Oueddei Kichidemi va tornar del seu exili a Líbia l'estiu del 1975; a Líbia va romandre el seu fill Goukouni Oueddei. Habré i Goukouni havien format el Consell de Comandament de les Forces Armades del nord (CCFAN) per representar els elements nordistes dins el Frolinat, però ara estaven enmig del segrest conegut com a affaire Claustre i negociaven amb França fins al punt de què aquesta no va donar suport a Tombalbaye quant va ser enderrocat i el seu successor Malloum va haver de demanar la retirada dels 1.500 soldats francesos que encara eren al país.
El 1976 i 1977 Líbia va donar actiu suport al Frolinat. Faya va ser assetjada dues vegades el 1976 i Bardaï va ser conquerida el juny de 1977 per Habré. El suport libi va provocar el trencament entre Goukouni i Habré, ambdós tubus però de clans tradicionalment oposats, aliats circumstancials des del 1971. Habré s'oposava als plans libis d'annexió de la franja de Aozou alhora que Goukouni s'oposava al segrest Claustre. El 1976 Habré, en minoria, es va escindir amb uns centenars de seguidors i va passar a les prefectures de Batha i Biltine, recreant les FAN. Goukouni, amb la resta de la gent, va conservar el nom de CCFAN i va entregar els ostatges als francesos el gener de 1977.
Al setembre de 1977 Habré va negociar una aliança amb el Consell Suprem Militar i es va establir un govern d'unió nacional a l'agost de 1978 amb Malloum com a president i Habré com a primer ministre. Per la seva banda, Goukouni va consolidar les posicions al nord, reunint la resta dels combatents del primer exèrcit i part de les FAN transformades en Movement Populaire du Liberation du Tchad-FPLT, transformant-se tots en les Forces armades populars del Txad (FAP) i el febrer del 1979 va conquerir Faya (Faya Largeau) i ja dominava la meitat del territori txadià. L'avanç cap a N'Djamena semblava imparable i va haver d'intervenir l'exèrcit francès que va aturar l'avanç a Ati.
El 1979 el govern d'unitat nacional es va acabar. Habré i Mallum es van enfrontar a la capital i el febrer Habré va quedar amo de la situació, retirant-se l'exèrcit nacional cap al sud. Un grup del Frolinat format no gaire abans (el gener del 1978), el tercer exèrcit del Frolinat, dirigit per Akbar Muhammad Abderrahmane, aliat a Goukouni, va derrotar les forces del govern a l'oest (i va esdevenir més tard el Moviment Popular per l'alliberament total del Txad, i després Forces Armades Occidentals). El primer exèrcit va recuperar la seva autonomia i prengué el control de les províncies de Biltine i Ouaddai, a l'est. Goukouni va aprofitar la situació i es va presentar a N'Djamena quan encara Habré no havia aconseguit el control total. Les forces governamentals van ser reorganitzades pel tinent sudista Wadal Abdelkadu Kamougue, cap de la gendarmeria de Malloum i el maig de 1979 es va formar un govern del sud anomenat Comitè permanent, dirigit per Kamougue. Mentrestant, el març de 1979, Nigèria va organitzar una conferència de reconciliació a Kano. Per acudir a aquesta conferència es van formar tendències que no tenien pes sobre el terreny com el Front Popular d'alliberament del Txad, dirigit per Awad Muktar Nasser (escissió del Moviment Popular per l'alliberament total del Txad, que va passar a dir-se Forces Armades Occidentals) que estava dominat per Nigèria (grup que Goukouni va eliminar ben aviat); o el front Sud (abril de 1979) grup musulmà dirigit per Balma i amb unes desenes de combatents sota el comandament del sergent de policia sudanès (d'origen txadià) Hadjaro al-Senousi, el qual deia dirigir un suposat "Frolinat original" i tenir tres mil combatents preparats al Sudan; també hi havia un grup que es deia "govern a l'exili de la República islàmica del Txad" amb seu a Sudan. De Kano va sortir un govern de transició el 29 d'abril de 1979, en el qual Goukouni era ministre de l'Interior, Habré de defensa, el general Djogo (que era el representant del sud però havia trencat de facto amb Kamougue) vicepresident. El president fou Mohamat Choua Lol, del MPLT, protegit d'Habré i recomanat per Nigèria. Líbia va protestar per l'exclusió de Ahmat Acyl, que després de la mort de Baglani en accident d'aviació, era ara el cap de l'exèrcit Volcà. Acyl, amb altres pro-libis, va formar el Front d'Action Commune Provisoire (FACP) d'oposició al nou govern (més tard rebatejat Consell democràtic revolucionari). Semanes després, per arreglar els desacords, es va celebrar una altra conferència a Lagos el maig. A l'estiu es va formar un altre govern de transició i el juliol una altra conferència demanada per Nigèria va tenir lloc a Lagos on Goukouni fou nomenat President, Kamougue Vicepresident, i Habré Ministre de Defensa. El govern fou conegut com a GUNT (Govern d'Unió Nacional de Transició). Les forces franceses van abandonar en bona part el país el setembre.
El 22 de març de 1980 Habré i Goukouni es van tornar a enfrontar. La lluita va esclatar a la capital. Es van negociar alguns alto el foc sense massa èxit. Kamougue es va unir a Goukouni, al que també es va unir Acyl. La ciutat va quedar dividida en dos, el nord per Goukouni i el sud per Habré. Aquest va ser formalment cessat com a ministre de defensa. Els combats es van estendre a altres punts del país. Les forces de Goukouni van prendre Faya i van tallar les línies de subministrament des de Sudan. El 15 de juny de 1980 el Txad (Goukouni) i Líbia van signar un acord de defensa conjunta. En virtut d'aquest acord les forces de Kamougue i de Goukouni van rebre tancs, avions i altra material, i van desfer les forces de Habré que va fugir cap al Camerun i les seves forces a la capital i a l'est del país van ser desarmades.
El 1981 es va anunciar la intenció del Txad i Líbia d'unir-se en un sol país. Però l'increment de l'assistència francesa a Goukouni va fer pensar a aquest que se'n podia sortir sense Líbia i el 29 d'octubre de 1981 va demanar la retirada líbia. Una força africana havia d'arribar a Txad per assegurar la pau, però mai es va arribar a formar i només van arribar grups reduïts de zairesos, nigerians i senegalesos. Khadafi, president de Líbia, va accedir a retirar-se per obtenir el suport del Txad i ser elegit a la presidència de l'OUA, i es va fixar el termini d'un any per la retirada total.
Alhora Habré estava reorganitzant les seves tropes a l'est, amb ajuda de Sudan, i havia iniciat moviments militars prenent diverses ciutats, i controlava part de les províncies d'Ouaddai i Biltine. Al desembre les FAN, després d'apoderar-se de material militar libi, van passar cap e l'oest, i es van apoderar d'Ourn Hadjer, Ati i Faya. La OUA va demanar un alto el foc el febrer de [1982] que no va reeixir. El maig el govern estava a la defensiva a la capital, però llavors Kamougue va retirar les seves forces i va marxar al sud on havia esclatat una revolta. El 7 de juny de 1982 Habré va entrar a N'Djamena quasi sense resistència i Goukouni va fugir a Camerun. El 19 de juny Habré va formar un Consell d'estat com a nou govern nacional. El 21 d'octubre Habré es va proclamar president i va formar un nou govern. Els partidaris de Goukouni van intentar reagrupar-se al nord del país i van rebre suport de Líbia; en represàlia Habré va reclamar Aozou, ja annexada per Líbia.
El 28 d'octubre Goukouni va ajuntar 8 de les 11 tendències representades al GUNT i va formar un Govern Nacional de Pau del Txad (GNPT) i es varen crear les Forces Armades d'alliberament del Txad (conegudes per les sigles FAL) ambdós sota el seu lideratge. Faya era el primer objectiu i el gener de 1983 Habré va enviar forces per fer front a l'atac però varen ser derrotades per les FAL el 20 de febrer (Faya però va quedar en mans del govern). Les FAL van aconseguir altres victòries parcials al nord. L'ajuda de Líbia a Goukouni va fer, que tot i l'afer Claustre, els franceses i occidentals donessin material abundós a Habré. El març de 1983 Txad va demanar a l'ONU el reconeixement de la sobirania txadiana a Aozou i posar el cas de l'ocupació líbia en mans del Tribunal internacional de la Haia, al que Líbia es va oposar. Les FAL van ocupar Faya, el 25 de juny, i amb la ciutat un terç del país quedava assegurat. Semblava imminent un assalt a la capital però no es va produir per raons militars complexes, i pel decidit suport francès a Habré. França i altres països van subministrar gran quantitat de material modern, superior al que les forces de Goukouni havien rebut de Líbia. El 30 de juliol les forces de Habré recuperaren Faya. La subsegüent contraofensiva va ser dirigida quasi totalment per soldats libis. El 10 d'agost, amb milers de morts del costat del govern, les forces de Habré es van replegar a 200 km al sud. El 18 de novembre de 1986 es va restablir el GUNT (ara Govern d'Unitat Nacional del Txad) sota la direcció de Habré amb participació dels partidaris de Goukouni i Kamougue. El 1989 grups de l'oposició a Habré agrupats al Sudan, sota el comandament d'Ibris Deby, van formar el Moviment de Salvació Popular i van iniciar la lluita armada. Després de conquerir Abeche, el desembre de 1990 van entrar a la capital. Habré va tornar a fugir i més tard va iniciar una contraofensiva que no va reeixir (setembre de 1991 a gener de 1992). Finalment una conferència nacional amb assistència de tots els partits i grups guerrillers va tenir lloc entre el 15 de gener i el 6 d'abril de 1993, que va culminar amb la formació d'un Consell superior de Transició sota la presidència de Deby. El FROLINAT del que Goukouni encara n'era nominalment el cap, es va auto dissoldre el 14 de gener de 1993.